# Ямамото, Норифуми
Норифуми Ямамото (яп. 山本 徳郁; 15 марта 1977, Кавасаки, Канагава — 18 сентября 2018, Токио или Дедедо, Гуам) — японский боец смешанного стиля, представитель лёгкой, полулёгкой и легчайшей весовых категорий. Выступал на профессиональном уровне в 2001—2015 годах, известен по участию в турнирах таких бойцовских организаций как UFC, К-1, Shooto, Hero's, Dream и др. Также выступал в кикбоксинге и грэпплинге.

## Биография
Норифуми Ямамото родился 15 марта 1977 года в городе Кавасаки префектуры Канагава, Япония. Выходец из спортивной семьи с богатыми борцовскими традициями, в частности его отец Икуэй Ямамото представлял страну на летних Олимпийских играх в Мюнхене, а сёстры Миюу Ямамото и Сэйко Ямамото являются многократными чемпионками мира по вольной борьбе.
Учился в США в старшей школе города Темпе, трижды выигрывал чемпионат штата Аризона по борьбе среди школьников (1995, 1996, 1997), на первом курсе становился также бронзовым призёром (1994). В это время он жил и тренировался в американской семье Таунсенда и Триши Сондерсов. Кроме того, ему удалось потренироваться с известным корейским борцом греко-римского стиля Чхве Му Бэ. В возрасте 21 года перешёл из борьбы в смешанные единоборства — сделал это вопреки мнению отца, который не считал ММА настоящим спортом. При этом наставником Норифуми стал Энсон Иноуэ, жених одной из его сестёр.
Дебютировал в смешанных единоборствах в 2001 году, первое время выступал в японской организации Shooto, где сумел выиграть у многих сильных соперников.
В 2004 году активно сотрудничал с К-1, выступал в это время как в ММА, так и в кикбоксинге. Выходил на ринг против известного греческого кикбоксера Майка Замбидиса, но проиграл ему нокаутом в третьем раунде. Также с 2005 года являлся бойцом родственного промоушена Hero's, где выиграл гран-при лёгкой весовой категории.
На предновогоднем турнире K-1 31 декабря 2006 года победил техническим нокаутом олимпийского чемпиона по греко-римской борьбе из Венгрии Иштвана Майороша.
На предновогоднем турнире K-1 31 декабря 2007 года взял верх над чёрным поясом по бразильскому джиу-джитсу Рани Яхьей.
Следуя своей детской мечте стать олимпийским чемпионом, Ямамото решил вернуться в борьбу и попытался пройти отбор на Олимпийские игры 2008 года в Пекине. Однако на отборочных соревнованиях в поединке с Кэндзи Иноуэ травмировал руку и вынужден был отказаться от этой идеи.
Возобновив карьеру в ММА, в 2009—2010 годах выступал в промоушене Dream. Здесь потерпел неожиданное поражение раздельным судейским решением от малоопытного американца Джеффа Каррена, для которого это был всего лишь второй бой в карьере — таким образом прервалась впечатляющая победная серия Ямамото из 14 боёв. За этим последовало поражение единогласным решением от соотечественника Масанори Канэхары.
Имея в послужном списке 18 побед и 3 поражения, Ямамото привлёк к себе внимание крупнейшей бойцовской организации мира Ultimate Fighting Championship. Дебютировал в октагоне UFC в феврале 2011 года, уступив единогласным решением будущему чемпиону Деметриусу Джонсону. Также в этом году по очкам проиграл Даррену Уенояме.
Продолжив выступать в UFC, в феврале 2012 года на домашнем турнире в Сайтаме потерпел поражение от Вона Ли, в концовке первого раунда вынужден был сдаться в результате успешно проведённого рычага локтя.
Из-за череды травм Ямамото долгое время не выходил в клетку. Наконец, в феврале 2015 года на турнире UFC в Лос-Анджелесе состоялось его возвращение — в середине второго раунда поединка против Романа Саласара попал сопернику пальцем в глаз, тот не смог продолжить противостояние, и бой был признан несостоявшимся.
Впоследствии матчмейкеры UFC ещё несколько раз пытались организовать Ямамото бой, но все поединки срывались из-за травм.
26 августа 2018 года Норифуми Ямамото сообщил в своём аккаунте в Instagram, что ему диагностировано онкологическое заболевание, а уже 18 сентября он скончался от рака желудка. О точной причине смерти сообщил основатель Rizin Нобуюки Сакакибара, получивший на то разрешение от отца бойца. В том же интервью он отметил, что Ямамото узнал о своей болезни в начале 2016 года, но держал это в тайне от широкой общественности. К началу 2018 года его состояние резко ухудшилось, рак вступил в терминальную стадию. Отец возил его в Гуам лечиться методами нетрадиционной медицины, но это не помогло.

## Статистика в профессиональном ММА
| Боёв 26         | Побед 18 | Поражений 6 |
| --------------- | -------- | ----------- |
| Нокаутом        | 13       | 1           |
| Сдачей          | 2        | 1           |
| Решением        | 3        | 4           |
| Не состоявшихся | 2        | 2           |

| Результат    | Рекорд   | Соперник              | Способ                  | Турнир                                    | Дата             | Раунд | Время | Место             | Примечание                                        |
| ------------ | -------- | --------------------- | ----------------------- | ----------------------------------------- | ---------------- | ----- | ----- | ----------------- | ------------------------------------------------- |
| Не состоялся | 18-6 (2) | Роман Саласар         | NC (тычок в глаз)       | UFC 184                                   | 28 февраля 2015  | 2     | 2:37  | Лос-Анджелес, США | Саласар не смог продолжить бой.                   |
| Поражение    | 18-6 (1) | Вон Ли                | Сдача (рычаг локтя)     | UFC 144                                   | 26 февраля 2012  | 1     | 4:29  | Сайтама, Япония   |                                                   |
| Поражение    | 18-5 (1) | Даррен Уенояма        | Единогласное решение    | UFC on Fox: Velasquez vs. Dos Santos      | 12 ноября 2011   | 3     | 5:00  | Анахайм, США      |                                                   |
| Поражение    | 18-4 (1) | Деметриус Джонсон     | Единогласное решение    | UFC 126                                   | 5 февраля 2011   | 3     | 5:00  | Лас-Вегас, США    |                                                   |
| Победа       | 18-3 (1) | Федерико Лопес        | KO (удары руками)       | Dream 14                                  | 29 мая 2010      | 1     | 1:41  | Сайтама, Япония   | Вернулся в легчайший вес.                         |
| Поражение    | 17-3 (1) | Масанори Канэхара     | Единогласное решение    | Dynamite!! The Power of Courage 2009      | 31 декабря 2009  | 3     | 5:00  | Сайтама, Япония   |                                                   |
| Поражение    | 17-2 (1) | Джо Уоррен            | Раздельное решение      | Dream 9                                   | 26 мая 2009      | 2     | 5:00  | Иокогама, Япония  | Четвертьфинал гран-при Dream в полулёгком весе.   |
| Победа       | 17-1 (1) | Рани Яхья             | TKO (удары)             | K-1 Premium 2007 Dynamite!!               | 31 декабря 2007  | 2     | 3:11  | Осака, Япония     | Бой в легчайшем весе.                             |
| Победа       | 16-1 (1) | Бибиану Фернандис     | Единогласное решение    | Hero’s 10                                 | 17 сентября 2007 | 3     | 5:00  | Иокогама, Япония  | Бой в легчайшем весе.                             |
| Победа       | 15-1 (1) | Иштван Майорош        | TKO (удары руками)      | K-1 Premium 2006 Dynamite!!               | 31 декабря 2006  | 1     | 3:46  | Осака, Япония     | Бой в полулёгком весе.                            |
| Победа       | 14-1 (1) | Кадзуюки Мията        | KO (летучее колено)     | Hero’s 5                                  | 3 мая 2006       | 1     | 0:04  | Токио, Япония     |                                                   |
| Победа       | 13-1 (1) | Гэнки Судо            | TKO (удары руками)      | Hero’s 4                                  | 31 декабря 2005  | 1     | 4:39  | Осака, Япония     | Финал гран-при Hero's 2005 в лёгком весе.         |
| Победа       | 12-1 (1) | Каол Уно              | TKO (остановлен врачом) | Hero’s 3                                  | 7 сентября 2005  | 2     | 4:04  | Токио, Япония     | Полуфинал гран-при Hero's 2005 в лёгком весе.     |
| Победа       | 11-1 (1) | Ройлер Грейси         | KO (удар рукой)         | Hero’s 3                                  | 7 сентября 2005  | 2     | 0:38  | Токио, Япония     | Четвертьфинал гран-при Hero's 2005 в лёгком весе. |
| Победа       | 10-1 (1) | Иан Джеймс Шаффа      | TKO (удары руками)      | Hero’s 2                                  | 6 июля 2005      | 3     | 1:23  | Токио, Япония     | Бой в лёгком весе.                                |
| Победа       | 9-1 (1)  | Жадамба Нарантунгалаг | KO (удары руками)       | K-1 World MAX 2004 Champions' Challenge   | 13 октября 2004  | 1     | 1:55  | Токио, Япония     | Бой в лёгком весе.                                |
| Победа       | 8-1 (1)  | Кадзуя Ясухиро        | Сдача (рычаг локтя)     | K-1 World MAX 2004 World Tournament Final | 7 июля 2004      | 2     | 2:40  | Токио, Япония     | Бой в лёгком весе.                                |
| Победа       | 7-1 (1)  | Тони Валенте          | Сдача (удушение сзади)  | K-1 World MAX 2004 World Tournament Open  | 7 апреля 2004    | 1     | 0:58  | Токио, Япония     | Бой в лёгком весе.                                |
| Победа       | 6-1 (1)  | Кейлеб Митчелл        | KO (удар рукой)         | Shooto: 9/5 in Korakuen Hall              | 5 сентября 2003  | 1     | 0:40  | Токио, Япония     | Бой в полулёгком весе.                            |
| Победа       | 5-1 (1)  | Джефф Каррен          | Единогласное решение    | SuperBrawl 29                             | 9 мая 2003       | 3     | 5:00  | Гонолулу, США     | Бой в полулёгком весе.                            |
| Победа       | 4-1 (1)  | Тэцуо Кацута          | TKO (удары руками)      | Shooto: Treasure Hunt 10                  | 16 сентября 2002 | 1     | 2:45  | Иокогама, Япония  | Бой в полулёгком весе.                            |
| Поражение    | 3-1 (1)  | Стивен Поллинг        | TKO (остановлен врачом) | Shooto: Treasure Hunt 6                   | 5 мая 2002       | 1     | 0:30  | Токио, Япония     | Бой в полулёгком весе.                            |
| Не состоялся | 3-0 (1)  | Джош Томсон           | NC (удар в пах)         | Shogun 1                                  | 15 декабря 2001  | 2     | 2:00  | Гонолулу, США     |                                                   |
| Победа       | 3-0      | Хидэки Кадоваки       | TKO (удары руками)      | Shooto: To The Top 8                      | 2 сентября 2001  | 1     | 4:02  | Токио, Япония     | Бой в полулёгком весе.                            |
| Победа       | 2-0      | Масаси Камэда         | KO (удар рукой)         | Shooto: To The Top 6                      | 6 июля 2001      | 1     | 4:17  | Токио, Япония     |                                                   |
| Победа       | 1-0      | Масато Сёдзава        | Единогласное решение    | Shooto: To The Top 2                      | 2 марта 2001     | 2     | 5:00  | Токио, Япония     |                                                   |